# 多裂叶水芹
多裂叶水芹（学名：Oenanthe thomsonii）是伞形科水芹属的植物。分布于不丹、锡金以及中国大陆的西藏、云南等地，生长于海拔2,000米至3,500米的地区，见于山坡路旁潮湿草地及溪沟旁，目前尚未由人工引种栽培。